# Zalaegerszegi TE
Zalaegerszegi Torna Egylet, forkortet som ZTE, er en ungarsk fodboldklub fra Zalaegerszeg. ZTE har en gang vundet den nationale turnering, Nemzeti Bajnokság I, men spiller pt. i den anden bedste række, Nemzeti Bajnokság II. 
Klubbens historie går tilbage til 1920. De er bedst kendt for at have slået Manchester United i kvalifikationen til UEFA Champions League 2002-03. 

## Titler
- Nemzeti Bajnokság I

2001-2002